# 昌傳庵
昌傳庵（しょうでんあん）は、宮城県仙台市若林区荒町にある曹洞宗の寺院。新字体を用いて「昌伝庵」と書く場合もある。山号は奕葉山（えきようざん）。

## 歴史
出羽国・舘山城（北緯37度54分43.5秒 東経140度3分48.8秒 / 北緯37.912083度 東経140.063556度）を本拠としていた伊達尚宗が、亡くなった3男の久松丸の供養を目的として、現在の山形県立米沢東高等学校（北緯37度54分45.1秒 東経140度6分19.2秒 / 北緯37.912528度 東経140.105333度）の辺りにあった新町（あらまち）に永正3年（1506年）に開基し、總持寺前住で越前大芸寺5世だった喜山高悦を招いて開山した。伊達政宗の転封に伴って、陸奥国の岩出山城（北緯38度39分17.5秒 東経140度51分46.9秒 / 北緯38.654861度 東経140.863028度）の城下町へ、さらに仙台城の城下町へと移転し、現在地（北緯38度14分52.1秒 東経140度53分0.3秒 / 北緯38.247806度 東経140.883417度）に伽藍が創設された。「米沢六町」の1つである新町も、伊達氏の移封に従って岩出山に移って新町と称し、仙台に移ると荒町と称した。寛永5年（1628年）頃、若林城造営により仙台城の城下町も拡張され、それに伴って荒町も現在地へと再度移転したため、昌傳庵は米沢でかつて所在した町の流れをくむ町に再び存立することになった。
江戸時代は松音寺、泰心院、輪王寺とともに仙台藩曹洞宗4ヶ僧録司の一つとされる。また、仙台藩での寺格は着座格。
明治22年（1889年）に鹿落観音堂（仙台三十三観音第33番札所）を管理していた仏経山大蔵寺が昌傳庵に統合されたために、鹿落観音堂の管理寺院となる。
なお、室町時代初期に陸奥国の会津地方に創建された正傳庵が、米沢に移されて伊達氏により昌傳庵として再興されたとの説もあるが、詳細は不明。

### 年表
- 永正3年（1506年）、出羽国米沢の新町（現・山形県米沢市丸の内）において、伊達尚宗が三男の久松丸の供養を目的に開基し、喜山高悦が開山した[1]。
- 天正19年（1591年）、伊達政宗の移封に伴って、陸奥国岩出山（現・宮城県大崎市岩出山）に移転[1]。
- 慶長5年12月24日（1601年1月28日）、仙台城および城下町の建設開始。
- 慶長7年（1602年）、岩出山から陸奥国仙台（現・宮城県仙台市若林区荒町）に移転[1]。
- 寛永5年（1628年）頃、若林城およびその城下町の建設に伴って仙台城の城下町も拡張され、荒町が現在地に移転。
- 寛文9年（1669年）、仙台藩より着座格の寺格を与えられる[1]。
- 正徳4年（1714年）、大火に遭う[1]。
- 明和元年（1764年）、大火に遭う[1]。
- 明治8年（1875年）、当山に曹洞宗専門支校が設置される（後の東北福祉大学）[1]。
- 大正8年（1919年）、曹洞宗「常恒会地」の寺格に昇格[1]。
- 昭和20年（1945年）7月10日、仙台空襲による火が近くまで来たが、類焼を免れた[1]。
- 昭和54年（1979年）5月、RC構造の庫裡が落成[1]。

## 葬られている著名人
- 位牌
  - 伊達政宗（初代仙台藩主）
  - 伊達吉村（5代仙台藩主）
  - 伊達宗村（6代仙台藩主）
- 墓地
  - 東東洋（仙台藩御用絵師、仙台四大画家の一人）
  - 島野武（公選第4-10代仙台市長）

## アクセス
- 仙台市地下鉄南北線・五橋駅より徒歩6分。
- 仙台市地下鉄南北線・愛宕橋駅より徒歩6分。
- 駐車場あり

隣接する仏眼寺とは荒町公園を介して往来可能。

## 同名寺
宗旨も名称も同じである寺院が、現在の山形県米沢市本町に存在する（北緯37度54分6.7秒 東経140度6分43.7秒 / 北緯37.901861度 東経140.112139度）。当寺院が政宗に従って移転する際、米沢の寺院を廃寺とせずに現在まで歴史をつないだものとされる。